# Makryámmos (Thasos)
Makryámmos, en grec moderne : Μακρυάμμος, est un village sur l'île de Thasos, en Macédoine-Orientale-et-Thrace, Grèce.
Selon le recensement de 2011, la population du village compte deux habitants.